# キングオブコメディ
キングオブコメディは、プロダクション人力舎で活動していたお笑いコンビ。2000年結成。
キングオブコント2010優勝者。メンバーのうちの1人である高橋健一の不祥事に伴い、2015年12月29日に解散した。

## メンバー
高橋 健一（たかはし けんいち、1971年3月30日（54歳） - ）
立ち位置は左でツッコミ（時にボケ）担当。身長170cm、体重56kg、血液型はAB型。東京都大田区出身。関東学院大学卒業。
今野 浩喜（こんの ひろき、1978年12月12日（46歳）  - ）
立ち位置は右でボケ（時にツッコミ）担当。身長171cm、体重64kg、血液型はA型。埼玉県新座市出身。成立学園高等学校卒業。

## 来歴
1997年、両者ともスクールJCAに6期生として入学。
今野は高校時代の同級生と「ちりとり」というコンビを組んでいたが程なくして解散し、別の同期生と「ゲットスマイルズ」を結成した。
高橋は同期生と漫才を披露していたがこちらもすぐに解散し、1年半ほどピン芸人「たかはし」として活動した。
2000年、活動に行き詰まっていた高橋は相方を探すためスクールJCAに再入学するが、なかなか新たな相方を見つけられなかったため当時頻繁に恋愛相談に乗ってくれていた同期の今野を誘って、ゲットスマイルズ解散後にコンビを結成した。
初舞台前にコンビ名を決める際、「おもしろコンビ」という名前を飯塚悟志（アルファルファ、現在の東京03）に報告したところ、大笑いされて「おもしろいからそのコンビ名で出な」と言われたため、その通り舞台に出演。「どうもー、おもしろコンビです」と名乗ったが、受けなかったため「パフィ」に改名した。しかしその半年後、柴田英嗣（アンタッチャブル）から「名前をちゃんと考えたほうがいいよ」とアドバイスを受け、「キングオブコメディ」に再改名した。このコンビ名は、マーティン・スコセッシ監督の映画『キング・オブ・コメディ』（The King of Comedy）から取ったもので、アンタッチャブルのコンビ名の由来となった映画『アンタッチャブル』（The Untouchables）と同じく、ロバート・デ・ニーロが出演している。他の候補には「おっちょこチャイナ」「ジャンボハンバーガー」などがあった。
改名後間もなくNHKで2001年9月8日放送の『爆笑オンエアバトル』に出演し、361KBを獲得。見事オンエアを果たし、テレビへの初出演を果たした。翌年より2年連続で『M-1グランプリ』の準決勝に進出。2003年2月、初の単独ライブ「ボッキ」を敢行した。
2005年1月22日、プロダクション人力舎所属のお笑い芸人により結成されたユニット「ビジトジ」のメンバーとしてCDデビュー。同年5月8日には、第3回お笑いホープ大賞を受賞。同大会決勝のネタ中、地震が発生するハプニングがあったが高橋はそれを地震速報という形でネタにした。以降、日本テレビ『エンタの神様』などのネタ番組に多数出演した。
順調にキャリアを積み上げ、テレビ静岡で初の冠番組『キング・サブ』の放送が決定した矢先の2007年7月11日午前8時頃、東京メトロ千代田線・北千住 - 町屋間のJR203系の車内で満員電車内における痴漢の容疑で高橋が荒川警察署に逮捕され、当面の芸能活動休止を余儀なくされたため、今野はその間ピン芸人として活動した。高橋については別の乗客からの証言などにより、同年12月28日に不起訴処分となったことが所属のプロダクション人力舎より発表され、翌年1月1日の事務所ライブ「バカ爆走!」で活動を再開した。2人は後に日刊サイゾー上で行われた単独ライブDVD『誤解』発売記念のロングインタビューにてこの事件の顛末を語っている。同年3月1日、フジテレビ『めちゃ×2イケてるッ!』の「笑わず嫌い王決定戦」で復帰後テレビ初出演を果たした。
2010年6月27日よりニコニコチャンネル（サイゾーテレビ）のトークバラエティ『ニコニコキングオブコメディ』がスタートし、コンビ解散まで続いた。同年9月23日のキングオブコント2010で優勝し、3代目王者に輝いた。なお、高橋は39歳6か月でキングオブコントの歴代最年長優勝者、今野は31歳9か月で当時歴代最年少優勝者だった。詳細はキングオブコント#各種記録等を参照。
キングオブコント優勝後はコンビ活動のほか、今野は俳優として映画やテレビドラマ、舞台に活躍の場を広げ、高橋は親交のあるバナナマンの番組（TOKYO MX他『バナナ炎』、東海テレビ『オトナ養成所 バナナスクール』、TBSラジオ『バナナマンのバナナムーンGOLD』等）に度々ゲスト出演していた。
2013年9月、今野の出身地である埼玉県新座市から観光親善大使の委嘱を受け就任した。テレビ番組などで同市の紹介に努めた。なお、これは下記の高橋の逮捕・コンビ解散を受け、2015年12月に解嘱され、翌月の2016年1月に今野個人があらためて委嘱された。
2015年12月26日午後、高橋が同年4月25日に東京都内の高校に侵入して女子高生の制服など24点を盗んだとして、窃盗及び建造物侵入の容疑で警視庁に逮捕された。高橋は20年前から同様の行為をしていたと供述し、高橋の自宅からは制服など約600点が押収された。高橋の逮捕を受け、同日放送の日本テレビ『エンタの神様』では高橋の出演部分が急遽カットされ、また年末年始の出演を辞退することとなった。高橋の逮捕3日後の12月29日、所属のプロダクション人力舎は高橋との専属契約を解除すると発表し、キングオブコメディも解散となった。M-1グランプリやTHE MANZAIなどを含む大型賞レースの優勝コンビとしては、このような不祥事での解散は初の事例となった。また、実績もあり多くのテレビ番組に出演し、知名度も高かった芸人の不祥事は世間に衝撃を与えた。

## 芸風等
ネタは主にコントだが漫才も行うことがあり、2002年・2003年時のM-1グランプリに出場し、準決勝まで進出している。なおキングオブコント優勝者の中では、2017年優勝のキングオブコント王者でM-1グランプリにも決勝に進出したかまいたち（結果は決勝4位）以前において、唯一のM-1グランプリ準決勝進出者であった。またM-1グランプリのラストイヤーは2010年までであったのにも拘らず、出場したのは上述の二大会のみとなっており、2004年以降は出場せず、また漫才も行わなくなった（黎明期のM-1グランプリではキングオブコントが開催されていなかったこともあってかコント専門の芸人がコントを漫才に作り変えて出場していた時期があり、同様のパターンに2001年時に準決勝まで進出したペナルティや2002年・2003年時に準決勝まで進出したインパルス、2007年に決勝進出し、6位入賞を果たしたザブングルなどがいる。現在では2008年にキングオブコントが開催しコント専門の芸人がM-1グランプリに出場するメリットが薄くなったこともあるため、コント師がM-1グランプリに出場するのは減少傾向にある）。
ネタは二人で作っている。会話形式で高橋がきっかけの話題をふり、それを二人で発展させていきながら作っていく。ネタの最終的な決定は高橋が行う。
ほとんどの場合は上の立場という設定の高橋（例：動物園の引率係、師匠、教習所の教官、バイト先の店長）が今野（例：高橋に対応して幼稚園児、弟子入り志願者、自動車研修生、新人バイト）のシュールなボケに冷静にツッコむという形式を取る。ただし、ネタによっては殴るなどしてのツッコミを入れることもある。
主に今野の強いキャラクターのボケを、高橋がたしなめるようにツッコむコントである。ボケ・ツッコミとのやりとりで構成されるオーソドックスなスタイルだが、二人のやり取り自体がボケになっている場面が多く見られる。また、今野が起こした行動に対して間接的に指摘するパターンも存在する（例：コント「動物園」での指摘、今野演じる幼稚園児が他の子供を殴る描写に対して引率役の高橋が「はい、血拭いて」と返す）。コントでは小道具や動きで笑わせるよりは、会話・やりとりで笑わせるパターンが多い。
コントで今野が女性役を演じる際も、カツラは一切使用せず地毛で演じる。また今野と比べると数は少ないが高橋が女性役（主に今野の母親役）のネタもあり、その際高橋も地毛で演じている。また、高橋が悪人を演じるネタも多い（例：誘拐犯、銀行強盗）。
単独ライブでは芸風の幅が広くなり、高橋が今野以上にしつこく非常識なボケ役を演じたり（「映画館」、「出張」、「終電」など）、高橋が天の声としてのみの出演で、今野だけが舞台に立ってコントを行ったり（「やってやってレボリューション」など）、観客をメタフィクション的な舞台装置として利用する（「鯉」など）場合もある。「テレビゲーム」、「映画館」などのネタでは今野が工業高校出身である設定が多く、高橋が今野に馬鹿にされた時にそのことを馬鹿にし返すボケがある。
不条理とも理不尽とも取れる唐突な展開やブラックユーモアな発言が初期には多く（「天気予報」での開幕、高橋の「以上、人殺しのニュースでした」というセリフや、「朝礼」での今野演じる風紀委員がイヤホンを付けている生徒がいると指摘し、高橋演じる教師が補聴器であると言うくだりなど）、暴力的な展開も多かった（「母と息子」での高橋扮する母が今野演じる幼い息子への躾として手首をひねるなど）。
ネタの中身に反してオチの弱さを指摘される事も多く、場合によってはまさかの夢オチで終わるコントもある（例:いじめの謝罪、犬の糞）。
著名人のファンには、元AV女優の原紗央莉（現・松野井雅）などがいる。

## 出演歴
メンバー単独での出演は、高橋健一、今野浩喜の項を参照。

### テレビ
- 爆笑オンエアバトル（NHK総合） 戦績14勝9敗 最高505KB
  - 2007年9月1日オンエアの回は彼らが出演していたが、活動自粛のため出番カット&映っているシーンにぼかしを入れた。これに伴いノンスモーキンが繰り上げオンエア。その時は「レンタルビデオ店」のネタで417KBだった（後にDVDで発売された「爆笑オンエアバトル キングオブコメディ」には、このコントが収録）。
  - 出場回数は20回を超えているが、チャンピオン大会に出場したことは1度もなかった。2004年度のみ年間3勝[注 1]を達成してチャンピオン大会の出場権利を得ていたが、最終的に18KINに抜かされてしまい[注 2]、年間ランキング21位となり出場を逃している[注 3]。
  - 9敗しているが、その内の7敗は300KB台[注 4]であり、順位も殆どが6～7位での敗退と、あと1歩の所でオンエアを逃すことが多かった。因みに200KB台～500KB台までは全て記録しているが、100KB台のみ経験していない。更に順位においては1位～10位の内、8位以外は全て経験している。
  - 一度落ちたネタで再度挑戦することが多く(「新任の校長先生」、「高橋健一のレッツラジオ」、「迷子」、「パントマイマーに弟子入り志願」)、多いときには3回目にしてオンエアになった経験もある(「パントマイマーに弟子入り志願」)。
  - 「5位同点で6組オンエア」を3度も経験している（2003年4月4日・6月6日放送回、2005年11月12日放送回）。因みに2005年11月12日放送回では329KBという自己最低KB（オフエア回除く）でのオンエアを果たしている。
  - 2002年3月9日放送回で217KBで6位オフエア（青木さやか、ランディーズと同記録）となった。これは10組での6位最低記録である。
  - 上述の通りM-1グランプリで準決勝に進出しているが、漫才で挑戦したことは一度もなかった（当番組が始まった時期はM-1グランプリが始まったばかりの時期であったこともあってか、コントと漫才ができる組は漫才に転向していく事が多く（例：テンダラー、ダイノジ、おぎやはぎ、スピードワゴンなど）、逆にコントしかしないコンビ（バナナマン、東京03、ラーメンズなど）はM-1グランプリにも出場せずにコントに専念していたため、M-1グランプリで一定の成績を持った経験があるにも関わらず一度も漫才を披露していないキングオブコメディのような組はかなり珍しい）。
  - これまで番組で披露したネタを収録したDVD「爆笑オンエアバトル キングオブコメディ」が発売されているが、オンエアされたネタの他にオフエアネタも4本収録されている（そのうちの1つは上記の「レンタルビデオ店」ネタ）。同番組のDVDが発売される際にオフエアネタが収録されるのは珍しいことではないが、他の芸人の場合だと仮に収録されても特典映像に1本だけだったりと非常に少ないケースが多く、キングオブコメディのDVDに収録されている4本という数は極めて異例だと言える。また、「パントマイマーに弟子入り志願」ネタに至ってはオンエアされた回とオフエアされた回の両方が収録されているという他の芸人のDVDには見られない珍しい試みも行っている。
  - なお、今野はキングオブコメディ結成前に「ゲットスマイルズ」として出場経験がある（戦績0勝1敗 最高269KB）。
- オンバト+（NHK総合）「オンバト+PREMIUM」に出演
- 爆笑レッドカーペット（フジテレビ）不定期出演。キャッチコピーは「コントバカ一代」。
  - コラボカーペットで、ものいい（4人でが1回、吉田サラダのみが1回）や響（今野のみ）、狩野英孝、今泉&鈴木Q太郎（ハイキングウォーキング）&谷田部俊（我が家）（今野のみ、言ってみ隊名義）、ゆってぃ、X-GUN&小林優介（響）&谷田部俊（我が家）（高橋のみ）、麒麟&諸見里大介（高橋のみ）と共演。
  - 2009年8月29日に今野が言ってみ隊のメンバーとしてレッドカーペット賞を受賞。
  - 2008年12月17日放送の『レッドカーペットアワード2008』で流行語アワードとコラボアワード（吉田サラダ（ものいい）とのコラボ）受賞。
- めちゃ×2イケてるッ!（フジテレビ、2008年3月1日）笑わず嫌い王決定戦[注 5]
- ことばおじさんのナットク日本語塾（NHK教育、2006年4月 - 2010年3月）番組のショートコントのコーナーに出演している。
- マニアの叫び（テレビ東京、2007年2月 - 3月）
- 白黒アンジャッシュ（チバテレビ）
- エンタの神様（日本テレビ）キャッチコピーは「新世代の冒険王」→「型破りな冒険王」→「型破りの王者」（不定期放送以降）
- 雨上がり決死隊のトーク番組アメトーーク!（テレビ朝日）
  - 吉本うらやましい芸人
  - 滑舌悪い芸人（高橋のみ）
  - プロ野球芸人（第1回）、体毛のびのび芸人（今野のみ）
- 明石家さんちゃんねる（TBS）
- ジャガイモン（テレ朝チャンネル）
- 王様のブランチ（TBS）
- お台場お笑い道（フジテレビONE、2005年5月29日）
- おぎやはぎnoだっぴんぐ（テレビ静岡、2005年）
- ウンナン極限ネタバトル! ザ・イロモネア 笑わせたら100万円（TBS）ゴールドラッシュ3週勝ち抜き。
  - 2009年8月6日放送でサル（ゆりありくのりく）に嫌われたため、ゆりありくのネタ中は今野が一時退場してしまう
- タモリのボキャブラ天国 大復活祭スペシャル（2008年、フジテレビ） キャッチコピーは「無冠の王」
- お笑いDynamite!（TBS）キャッチコピーは「コント一本道」→「コント一本道 みたいな〜」 →「キングオブコント王者」
- モクスペ「笑いの祭典・ゴールドステージII」（日本テレビ）
- キンコンヒルズ（テレビ東京）
- 爆笑一番（秋田テレビ）
- 爆笑問題のドッキリ パニックフェイス王（TBS）
- クギづけ 投稿動画ハイスクール（日本テレビ）
- はねるのトびら（フジテレビ、2009年1月28日）今野のみ
- やりすぎコージー（テレビ東京、2009年8月3日）今野のみ。ブサイリッシュ芸人特集。
- ゴッドタン〜The God Tongue 神の舌〜（テレビ東京、2009年9月9日・2011年2月23日）
- リンカーン （TBS系）
  - 第21弾 リストランテリンカーンにてシェフに挑戦。（2011年1月18日）
- 笑・神・降・臨　第2シリーズ （NHK総合、2009年10月19日）
- バカヂカラ（TOKYO MX）
- run for money　逃走中（フジテレビ、2010年11月23日、2011年1月16日）今野のみ
- 撮れ高次第（TOKYO MX）高橋のみ

### ドラマ
- セレブと貧乏太郎 第5話（フジテレビ、2008年11月11日） - 警官役
- 黒い十人の黒木瞳II「黒いクレーマー」（NHK BSプレミアム、2012年12月29日）
- ミエリーノ柏木（テレビ東京、2013年） - 今野:今野 役（レギュラー出演）/高橋:B男 役（第9話のみ）
- 牙狼〈GARO〉-GOLDSTORM- 翔 第4話（2015年5月1日、テレビ東京） - 今野:ヨシト 役/高橋:ヒデキ 役

### 映画
- くそガキの告白（2012年、SUMIDA製作所）- 今野:馬場大輔 役（主役）/高橋も出演
- アイズ（2015年、ジョリー・ロジャー） - 今野:バス運転手 役/高橋:白石健児 役
- 田沼旅館の奇跡（2015年12月5日、KATSU-do）- 今野:ミラクル太一 役/高橋:カップルの彼氏 役

### アニメ
- フジログ シーズン2（2011年10月2日-2011年12月25日、テレビ埼玉他）- 今野:今野浩子、今野浩喜 役/高橋:刑事・高橋健一 役[10]

### CM
- モスバーガー（2011年）
- 眼鏡市場（2011年）
- ナイスサービス（2011年）
- bemool（2015年）

### ナレーション
- テレビスポーツ教室（2012年4月8日 - 、NHK教育）今野のみ

### ラジオ
- 赤坂お笑いD・O・J・O（TBSラジオ）
- キングオブコメディのカネとコメ（ラジオ大阪、2010年10月 - 2011年3月 ）
- 日曜日の秘密基地（TBSラジオ）不定期
- 金曜JUNK バナナマンのバナナムーンGOLD（TBSラジオ）不定期
- 文化放送ライオンズナイター（文化放送、2008年 - 2009年）スタンドレポーター

### インターネット
- キングオブコメディのキン密感!（@nifty動画、2007年5月14日 - ）
- ニコニコキングオブコメディ（ニコニコチャンネル サイゾーテレビ、2010年6月27日 - 2015年12月）隔週木曜更新
- オトノバロン（Stickam JAPAN! オトノバロン、2010年9月8日 - ）
- なましずる（よしもとオンライン、2010年10月18日）
- 内村さまぁ〜ず（2011年2月15日 - 2月28日）

## 作品

### DVD（単独）
- 第4回単独ライブ「ハンディキャップ」（エンターブレイン）
- 第5回単独ライブ「誤解」（Contents League）
- 第6回単独ライブ「葉桜」（Contents League）

### DVD
- 「マジ☆ワラ vol.3」
- 「MCアンジャッシュin東京コント祭り「ゴムパッチン顔面直撃！」の巻」竹書房
- 「うっちゃり宣言〜人力舎オールスターズ十番勝負〜」
- 「バカバク!×ブートレグ VOL.2〜3」キングレコード
- 「バカ爆走!ネクストジェネレーション Vol.1〜4」キングレコード
- 「東京腸捻転 〜有為転変!!〜」ポニーキャニオン
- 「白黒アンジャッシュ」
- 「白黒アンジャッシュ VOL.2-5」ポニーキャニオン
- 「死球 DEAD BALL vol.6」フォーサイド・ドット・コム
- 「イエヤス 爆笑セレクション Vol.1」ビデオメーカー
- 「地上波で出来ないTVシリーズ お笑いでポン！DVDデラックス vol.1」竹書房
- 「アンタッチャブル山崎弘也とゆかいな仲間たち」CONTENTS LEAGUE
- 「これさえできれば誰でもヒーロー！宴会芸講座 〜ゴルゴ松本先生編〜 赤盤（基礎編）」CONTENTS LEAGUE
- 「これさえできれば誰でもヒーロー！宴会芸講座 〜ゴルゴ松本先生編〜 黒盤（応用編）」CONTENTS LEAGUE
- 「M-1グランプリ2002完全版 〜その激闘のすべて〜 伝説の敗者復活戦45組すべて収録」YW（敗者復活戦）
- 「M-1グランプリ2003完全版 〜M-1戦士の熱き魂〜」YW（敗者復活戦）
- 「おぎやはぎnoだっぴんぐ」ポニーキャニオン
- 「ダイナマイト関西2008」よしもとアールアンドシー
- 「爆笑オンエアバトル キングオブコメディ」アニプレックス
- 「ニコニコキングオブコメディ 冗談にもほどがある！〜ガチゆるトーク信用度検証バラエティ〜」

### 書籍
- 「人力舎パワー」※アンジャッシュ・アンタッチャブル・北陽・ドランクドラゴン・おぎやはぎ・田上よしえ・キングオブコメディ・東京03・Y&Y・CUBEのインタビュー本&ネタDVD）
- 「卑屈の国の格言録」小明・キングオブコメディ高橋

### CD
- 「ビジトジ」※アンジャッシュ・アンタッチャブル・北陽・ドランクドラゴン・おぎやはぎ・田上よしえ・キングオブコメディ・東京03・Y&Y・CUBE・ラバーガールの11組からなるユニット「ビジトジ」の作品。
- 「MC TAKAHASHI feat.HIROKO KONNO & オトノ葉Entertainment」※キンクオブコメディとオトノ葉Entertainmentのコラボ作品。

## 単独ライブ
- 2003年
  - 2月10日 - 11日 - 「ボッキ」（シアターブラッツ）
- 2004年
  - 2月10日 - 11日 - 「キングオブコメディは二度死ぬ」（恵比寿・エコー劇場）
- 2005年
  - 1月22日 - 24日 - 「ゴジラvsキングオブコメディ」（恵比寿・エコー劇場）
- 2006年
  - 2月10日 - 12日 - 「ハンディキャップ」（シアターサンモール）
- 2007年
  - 1月26日 - 28日 - 「誤解」（シアターサンモール）
- 2010年
  - 4月16日 - 18日 - 「葉桜」（俳優座劇場）